# Campionati italiani di bob
I campionati italiani di bob sono la manifestazione annuale che assegna il titolo di Campione d'Italia. Il titolo viene assegnato agli equipaggi dei bob di tre categorie: bob a due maschile, bob a quattro maschile, bob a due femminile.
I campionati maschili di bob a due si svolgono annualmente dal 1930 mentre quelli di bob a quattro maschile dal 1924. Nel 2006 è stata introdotta la gara di bob a due femminile.

## Albo d'oro

### Maschile

#### Bob a due
| Anno        | Luogo             | Oro                                   | Argento                                  | Bronzo                                 |
| ----------- | ----------------- | ------------------------------------- | ---------------------------------------- | -------------------------------------- |
| 1930        | Cortina d'Ampezzo | Francesco De Zanna Amedeo Angeli      |                                          |                                        |
| 1931 - 1932 | Non disputato     | Non disputato                         | Non disputato                            | Non disputato                          |
| 1933        | Cortina d'Ampezzo | Francesco De Zanna Amedeo Angeli      |                                          |                                        |
| 1934        | Cortina d'Ampezzo | Gattorno Spanò                        | Francesco De Zanna Amedeo Angeli         |                                        |
| 1935        | Cortina d'Ampezzo | Uberto Gillarduzzi Ernesto Franceschi |                                          |                                        |
| 1936        | Cortina d'Ampezzo | Guido Gillarduzzi Alfonso Lacedelli   |                                          |                                        |
| 1937        | Cortina d'Ampezzo | Mario Vitali Carlo Solveni            |                                          |                                        |
| 1938        | Cortina d'Ampezzo | Francesco De Zanna Amedeo Angeli      |                                          |                                        |
| 1939        | Cortina d'Ampezzo | Mario Vitali Carlo Solveni            |                                          |                                        |
| 1940        | Cortina d'Ampezzo | Uberto Gillarduzzi Ernesto Franceschi | Enrico Airoldi Remo Airoldi              | Nino Bibbia                            |
| 1941 - 1948 | Non disputato     | Non disputato                         | Non disputato                            | Non disputato                          |
| 1949        | Cortina d'Ampezzo | Otto de Zanna Serafino Stefani        | Uberto Gillarduzzi Vittorio Folonari     | Sandro Rasini Alberto Della Beffa      |
| 1950        | Cortina d'Ampezzo | Guido Gillarduzzi Vittorio Folonari   | Michele Alverà Pompanin                  | Francesco De Zanna Amedeo Angeli       |
| 1951 - 1952 | Non disputato     | Non disputato                         | Non disputato                            | Non disputato                          |
| 1953        | Cortina d'Ampezzo | Renato Manaigo Angelo Menardi         | Marino Zardini Renzo Menardi             | Sandro Rasini Alberto Della Beffa      |
| 1954        | Cortina d'Ampezzo | Italo Petrelli Luigi Figoli           | Francesco De Zanna Franco Dompè          | Guglielmo Scheibmeier Andrea Zambelli  |
| 1955        | Cortina d'Ampezzo | Eugenio Monti Marino Zardini          | Guglielmo Scheibmeier Andrea Zambelli    | Lamberto Dalla Costa Giacomo Conti     |
| 1956        | Non disputato     | Non disputato                         | Non disputato                            | Non disputato                          |
| 1957        | Cortina d'Ampezzo | Marino Zardini Gino Zanna             | Sergio Zardini Andrea Zambelli           | Italo Petrelli Lino Pierdica           |
| 1958        | Cortina d'Ampezzo | Eugenio Monti Renzo Alverà            | Marino Zardini Gino Zanna                | Sergio Zardini Luciano Alberti         |
| 1959        | Cortina d'Ampezzo | Eugenio Monti Renzo Alverà            | Marino Zardini Luciano Alberti           | Sergio Zardini G. Dimai                |
| 1960        | Cortina d'Ampezzo | Eugenio Monti Renzo Alverà            |                                          |                                        |
| 1961        | Cortina d'Ampezzo | Eugenio Monti Benito Rigoni           | Rinaldo Ruatti Enrico De Lorenzo         | Sergio Zardini Ferruccio Della Torre   |
| 1962        | Non disputato     | Non disputato                         | Non disputato                            | Non disputato                          |
| 1963        | Breuil-Cervinia   | Italo Petrelli Nicolai                | A Padovan Pietro Lesana                  | Luciano Alberti Bruno Menardi          |
| 1964        | Cortina d'Ampezzo | Gianfranco Gaspari Leonardo Cavallini | Valentino Giacobbi Enrico De Lorenzo     | Rinaldo Ruatti Luciano Alberti         |
| 1965        | Cortina d'Ampezzo | Rinaldo Ruatti Enrico De Lorenzo      | Gianfranco Gaspari Leonardo Cavallini    | Renato Zardini Carlo Dimai             |
| 1966        | Cortina d'Ampezzo | Gianfranco Gaspari Leonardo Cavallini | Eugenio Monti Sergio Siorpaes            | Leopoldo Gaspari Carlo Gandini         |
| 1967        | Breuil-Cervinia   | Eugenio Monti Sergio Siorpaes         | Nevio De Zordo Edoardo De Martin         | Remo Mosa Enzo Pierini                 |
| 1968        | Breuil-Cervinia   | Renato Zardini Carlo Dimai            | Oscar Dandrea Renzo Caldara              | Alberto Righini Polenghi               |
| 1969        | Cortina d'Ampezzo | Gianfranco Gaspari Mario Armano       | Nevio De Zordo Adriano Frassinelli       | Remo Mosa Luciano De Paolis            |
| 1970        | Breuil-Cervinia   | Enzo Vicario Caplesson                | Nevio De Zordo Adriano Frassinelli       | Oscar Dandrea Renzo Caldara            |
| 1971        | Breuil-Cervinia   | Oscar Dandrea Renzo Caldara           | Toscani Carlo Dimai                      | Alberto Frigo Galli                    |
| 1972        | Breuil-Cervinia   | Aldo Dandrea Primo Martinelli         | Oscar Dandrea Gianni Bonichon            | Alberto Frigo Banoni                   |
| 1973        | Breuil-Cervinia   | Oscar Dandrea Franco Perruquet        | Giorgio Alverà Mario Armano              | Compagnoni Magni                       |
| 1974        | Breuil-Cervinia   | Giorgio Alverà Franco Perruquet       | Aldo Dandrea Adriano Bee                 | Alberto Frigo Canelli                  |
| 1975        | Breuil-Cervinia   | Aldo Dandrea Adriano Bee              | Giorgio Alverà Franco Perruquet          | Enzo Vicario Ezio Fiori                |
| 1976        | Breuil-Cervinia   | Enzo Vicario Bruno Antoniol           | Paci Miani                               | Bonichon Gianni Bonichon               |
| 1977        | Breuil-Cervinia   | Caneva Milani                         | Aldo Dandrea Betella                     | Angelo De Polo Egitto                  |
| 1978        | Cortina d'Ampezzo | Fausto Soravia Alessandrini           | Aldo Dandrea Diana                       | Ghedini Egitto                         |
| 1979        | Breuil-Cervinia   | Fausto Soravia Felici                 | Pierluigi Bertazzo Cherubini             | Giuseppe Soravia Georg Werth           |
| 1980        | Cortina d'Ampezzo | Bernmeister Kraler                    | Albino Zambelli Giorgiutti               | M. Menardi Claudio Bernardi            |
| 1981        | Cortina d'Ampezzo | Recafina Edmund Lanziner              | Pierluigi Bertazzo Fausto Soravia        | Marco Bellodis Sorice                  |
| 1982        | Breuil-Cervinia   | Gildo Sartore Pasquale Gesuito        | Maggi Lamanna                            | Albino Zambelli Paolo D'Amico          |
| 1983        | Breuil-Cervinia   | Alex Wolf Lechthaler                  | Maggi Giuseppe La Padula                 | Albino Zambelli Paolo D'Amico          |
| 1984        | Cortina d'Ampezzo | Gildo Sartore La Padula               | Liessi Diana                             | Albino Zambelli Sergio Zanon           |
| 1985        | Cortina d'Ampezzo | Marco Bellodis Lazzer                 | Bertoldi Ferrigni                        | Guerrino Ghedina Andrea Meneghin       |
| 1986        | Cortina d'Ampezzo | Ivo Ferriani Bertoldi                 | Roberto D'Amico Lazzer                   | Gianfranco Rezzadore Filippo Bussolino |
| 1987        | Breuil-Cervinia   |                                       |                                          |                                        |
| 1988        | Cortina d'Ampezzo | Ivo Ferriani Stefano Ticci            | Gianfranco Rezzadore Filippo Bussolino   | Roberto D'Amico Andrea Meneghin        |
| 1989        | Breuil-Cervinia   | Roberto D'Amico Thomas Rottensteiner  | Ivo Ferriani Michele Russo               | Pasquale Gesuito Bruno Leonardi        |
| 1990        | Breuil-Cervinia   | Roberto D'Amico Stefano Ticci         | Giorgio Costantini Paolo Canedi          | Ivo Ferriani Messner                   |
| 1991        | Cortina d'Ampezzo | Roberto D'Amico Stefano Ticci         | Günther Huber Ferrigni                   | Messner Rutigliano                     |
| 1992        | Cortina d'Ampezzo | Günther Huber Antonio Tartaglia       | Pasquale Gesuito Marcantonio Stiffi      | Roberto D'Amico Paolo Canedi           |
| 1993        | Cortina d'Ampezzo | Claudio Cavosi Michele Russo          | Roberto D'Amico Di Napoli                | Messner Lucchi                         |
| 1994        | Cortina d'Ampezzo | Sergio Grange Paolo Canedi            | Roberto D'Amico Andrea Meneghin          | Christian Caldara Bernhard Mair        |
| 1995        | Cortina d'Ampezzo | Günther Huber Antonio Tartaglia       | Pasquale Gesuito Mirko Ruggiero          | Sergio Grange Silvio Calcagno          |
| 1996        | Cortina d'Ampezzo | Dieter Kofler Michael Pasquazzo       | Sergio Grange Enrico Costa               | Roberto Siorpaes Fabio Brida           |
| 1997        | Cortina d'Ampezzo | Günther Huber Antonio Tartaglia       | Fabrizio Tosini Marcantonio Stiffi       | Dieter Kofler Michael Pasquazzo        |
| 1998        | Cortina d'Ampezzo | Günther Huber Antonio Tartaglia       | Fabrizio Tosini Massimiliano Rota        | Christian Caldara Michael Pasquazzo    |
| 1999        | Cortina d'Ampezzo | Günther Huber Marco Menchini          | Christian Caldara Michael Pasquazzo      | Silvio Calcagno Enrico Costa           |
| 2000        | Cortina d'Ampezzo | Günther Huber Antonio Tartaglia       | Fabrizio Tosini Massimiliano Rota        | Arnold Huber Marco Menchini            |
| 2001        | Cortina d'Ampezzo | Günther Huber Antonio Tartaglia       | Fabrizio Tosini Massimiliano Rota        | Arnold Huber Paolo Valt                |
| 2002        | Cortina d'Ampezzo | Fabrizio Tosini Andrea Pais De Libera | Roberto Siorpaes Valentino Baldovin      | Marco Siorpaes Alberto Giacchetto      |
| 2003        | Cortina d'Ampezzo | Fabrizio Tosini Andrea Pais De Libera | Roberto Siorpaes Valentino Baldovin      | Simone Bertazzo Erik Giannuzzi         |
| 2004        | Cortina d'Ampezzo | Fabrizio Tosini Massimiliano Rota     | Simone Bertazzo Antonio Tartaglia        | Loris Ottaviani Cristian La Grassa     |
| 2005        | Cortina d'Ampezzo | Simone Bertazzo Giorgio Morbidelli    | Fabrizio Tosini Andrea Pais De Libera    | Enrico Costa Samuele Romanini          |
| 2006        | Cesana Pariol     | Simone Bertazzo Giorgio Morbidelli    | Fabrizio Tosini Samuele Romanini         | Enrico Costa Danilo Santarsiero        |
| 2007        | Cortina d'Ampezzo | Simone Bertazzo Giorgio Morbidelli    | Michele Menardi Giulio Moretti           | Enrico Costa Samuele Romanini          |
| 2008        | Cortina d'Ampezzo | Simone Bertazzo Sergio Riva           | Michele Menardi Giulio Moretti           | Nicola Alberti Mirko Turri             |
| 2009        | Cesana Pariol     | Simone Bertazzo Sergio Riva           | Fabrizio Tosini Eugenio Umberto Mannucci | Enrico Costa Danilo Santarsiero        |
| 2010        | Non disputato     | Non disputato                         | Non disputato                            | Non disputato                          |
| 2011        | Cesana Pariol     | Michele Menardi Luca Pagin            | Achim Obkircher Ivan Agnoletto           | Antonio De Sanctis Paolo dal Molin     |
| 2012        | Igls              | Simone Bertazzo Francesco Costa       | Patrick Baumgartner Simone Fontana       | Achim Obkircher Federico Comel         |
| 2013        | Igls              | Simone Bertazzo William Frullani      | Simone Fontana Costantino Ughi           | Michele Menardi Danilo Zanarotto       |
| 2014        | Igls              | Simone Bertazzo Francesco Costa       | Simone Fontana Costantino Ughi           | Patrick Baumgartner Federico Comel     |
| 2015        | Igls              | Simone Fontana Costantino Ughi        | Michele Menardi Federico Comel           | Patrick Baumgartner Alessandro Grande  |
| 2016        | Igls              | Simone Bertazzo Mattia Variola        | Simone Fontana Costantino Ughi           | Michele Menardi Federico Comel         |
| 2017        | Igls              | Patrick Baumgartner Mattia Variola    | Simone Fontana Costantino Ughi           | Michele Menardi Giovanni Mulassano     |
| 2018        | Non disputato     | Non disputato                         | Non disputato                            | Non disputato                          |
| 2019        | Igls              | Patrick Baumgartner Alex Verginer     | Mattia Variola Giacomo Proserpio         | Costantino Ughi Alexi Atchori Essoh    |
| 2020        | Non disputato     | Non disputato                         | Non disputato                            | Non disputato                          |
| 2021        | Igls              | Patrick Baumgartner Eric Fantazzini   | Mattia Variola Delmas Obou               | Alex Verginer Mattia Banello           |
| 2022        | Igls              | Patrick Baumgartner Robert Mircea     | Mattia Variola Alex Pagnini              | Alex Verginer Eric Fantazzini          |
| 2023        | Igls              | Patrick Baumgartner Eric Fantazzini   | Mattia Variola Alex Pagnini              | Martin Huber Robert Mircea             |

#### Bob a quattro
| Anno        | Luogo             | Oro                                                                               | Argento                                                                     | Bronzo                                                                        |
| ----------- | ----------------- | --------------------------------------------------------------------------------- | --------------------------------------------------------------------------- | ----------------------------------------------------------------------------- |
| 1924        | Cortina d'Ampezzo | Francesco De Zanna                                                                |                                                                             |                                                                               |
| 1926        | Cortina d'Ampezzo | Guido Verocai                                                                     |                                                                             |                                                                               |
| 1927        | Cortina d'Ampezzo | Ignazio Alverà                                                                    |                                                                             |                                                                               |
| 1928        | Cortina d'Ampezzo | Leo Menardi Ignazio Alverà Roberto Maltini Pietro Lacedelli                       | Uberto Gillarduzzi Guido Gillarduzzi Sisto Gillarduzzi                      |                                                                               |
| 1930        | Cortina d'Ampezzo | Francesco De Zanna Bruno Mariotti Antonio Giacobbi Bruno Savaris Federico Walpoth |                                                                             |                                                                               |
| 1932        | Cortina d'Ampezzo | Francesco De Zanna Bruno Mariotti Antonio Giacobbi Bruno Savaris Federico Walpoth |                                                                             |                                                                               |
| 1933        | Cortina d'Ampezzo | Francesco De Zanna Amedeo Angeli Andrea Gorla Ernesto Franceschi                  |                                                                             |                                                                               |
| 1934        | Cortina d'Ampezzo | Francesco De Zanna Amedeo Angeli Andrea Gorla Ernesto Franceschi                  |                                                                             |                                                                               |
| 1935        | Cortina d'Ampezzo | Alberto Della Beffa Raffaele Manardi Dario Poggi Edgardo Vaghi                    |                                                                             |                                                                               |
| 1936        | Cortina d'Ampezzo | Mario Colabattisti Rosa Stampa Punturieri                                         | Luigi Cavalieri                                                             | Alberto Della Beffa                                                           |
| 1937        | Cortina d'Ampezzo | Alberto Della Beffa Luigi Cavalieri Giancarlo Rochetti Tosi                       |                                                                             |                                                                               |
| 1938        | Cortina d'Ampezzo | Francesco De Zanna Amedeo Angeli Andrea Gorla Ernesto Franceschi                  |                                                                             |                                                                               |
| 1939        | Cortina d'Ampezzo | Francesco De Zanna Amedeo Angeli Andrea Gorla Ernesto Franceschi                  |                                                                             |                                                                               |
| 1940        | Cortina d'Ampezzo | Aristide Nassano Amilcare Rotta Prassoli Rosa                                     |                                                                             |                                                                               |
| 1941 - 1948 | Non disputato     | Non disputato                                                                     | Non disputato                                                               | Non disputato                                                                 |
| 1949        | Cortina d'Ampezzo | Uberto Gillarduzzi Amilcare Rotta Vittorio Folonari Sisto Gillarduzzi             | Francesco De Zanna Amedeo Angeli Andrea Gorla Renzo Menardi                 | Alberto Della Beffa Sandro Rasini Eliberto Campadese Dario Poggi              |
| 1950 - 1952 | Non disputato     | Non disputato                                                                     | Non disputato                                                               | Non disputato                                                                 |
| 1953        | Cortina d'Ampezzo | Alberto Della Beffa Sandro Rasini Dario Colombi Dario Poggi                       | Francesco De Zanna Franco Dompè Andrea Gorla Renzo Menardi                  | Lucio Tremonti E. Tremonti G. Tremonti Gerardini                              |
| 1954        | Cortina d'Ampezzo | Eugenio Monti Renzo Alverà Evaldo Dandrea Ulrico Girardi                          | Angelo Frigerio Deppi Massimo Bogana Gino Rossi                             | Lucio Tremonti De Donà E. Tremonti G. Tremonti                                |
| 1955        | Cortina d'Ampezzo | Dino De Martin Giovanni De Martin Giovanni Tabacchi Carlo Da Prà                  | Angelo Frigerio Renato Mocellini Massimo Bogana Deppi                       | Eugenio Monti Renzo Alverà Evaldo Dandrea Ulrico Girardi                      |
| 1956 - 1957 | Non disputato     | Non disputato                                                                     | Non disputato                                                               | Non disputato                                                                 |
| 1958        | Cortina d'Ampezzo | Dino De Martin Alberto Righini Italo De Lorenzo Romano Bonagura                   | Sergio Zardini Gianfranco Gaspari Franceschi Raffaele Menardi               | Lamberto Dalla Costa Ferdinando Piani Cancian Lino Pierdicca                  |
| 1959        | Cortina d'Ampezzo | Eugenio Monti Sergio Siorpaes Furio Nordio Renzo Alverà                           | Sergio Zardini Alberto Righini Italo De Lorenzo Romano Bonagura             | Italo Petrelli Mosca Cancian Lino Pierdicca                                   |
| 1960        | Cortina d'Ampezzo | Eugenio Monti Sergio Siorpaes Furio Nordio Renzo Alverà                           |                                                                             |                                                                               |
| 1961        | Cortina d'Ampezzo | Rinaldo Ruatti Ivo Dandrea Giorgio Sottsass Enrico De Lorenzo                     |                                                                             |                                                                               |
| 1963        | Breuil-Cervinia   | A. Padovan Martino Padovan Tradito Lena                                           | Nevio De Zordo Del Favero Zanin Giovanni Tabacchi                           | Italo Petrelli Mosca Cancian Lino Pierdicca                                   |
| 1964        | Cortina d'Ampezzo | Gianfranco Gaspari Leonardo Cavallini Paolo Gaspari Renato Zardini                | Nevio De Zordo Coradazzi Italo De Lorenzo Lasana                            | Remo Mosa Radassich Lavè Enzo Pierini                                         |
| 1965        | Cortina d'Ampezzo | Gianfranco Gaspari Roberto Zandonella Bruno Menardi Renato Zardini                | Nevio De Zordo Italo De Lorenzo Coradazzi Pietro Lesana                     | Magnarini Amoruso Cicala Rascigno                                             |
| 1966        | Cortina d'Ampezzo | Leopoldo Gaspari Bruno Menardi Carlo Gandini Sergio Pompanin                      | Gianfranco Gaspari Cremaschini Eugenio De Zordo Leonardo Cavallini          | Nevio De Zordo Italo De Lorenzo Francesco Da Col Edoardo De Martin            |
| 1967        | Breuil-Cervinia   | Eugenio Monti Sergio Pompanin Roberto Zandonella Sergio Siorpaes                  | Angelo Frigerio Polenghi Forlani Romano Bonagura                            | Rinaldo Ruatti Moroni Sergio Mocellini Robert Mocellini                       |
| 1968        | Breuil-Cervinia   | Oscar Dandrea Giuliani Guido Girardi Renzo Caldara                                | Bruno Servadei Giannini Marinzi Amoruso                                     | Renato Zardini Toscani Osta Carlo Dimai                                       |
| 1969        | Cortina d'Ampezzo | Oscar Dandrea Guido Girardi Sigfrido Bellodis Renzo Caldara                       | Gianfranco Gaspari Roberto Zandonella Ross Mario Armano                     | Nevio De Zordo Pinter Valentino Vecellio Adriano Frassinelli                  |
| 1970        | Breuil-Cervinia   | Oscar Dandrea Guido Girardi Sigfrido Bellodis Renzo Caldara                       | Compagnoni Di Marco Bianchet Gianni Bonichon                                | Alberto Frigo Rizzo Antonio Brancaccio Luciano De Paolis                      |
| 1971        | Breuil-Cervinia   | Eugenio De Zordo Verbi Menotti Benoni                                             | Alberto Frigo Destino Antonio Brancaccio Galli                              | Bruno Servadei Bassano Giansanti Luciano De Paolis                            |
| 1972        | Breuil-Cervinia   | Alberto Frigo Brondolo Cavazzano Benoni                                           | Oscar Dandrea Magni Gianni Bonichon Franco Perruquet                        | Vissà Mauro Corona Masariè Molli                                              |
| 1973        | Breuil-Cervinia   | Oscar Dandrea Franco Balza Paolo Melotto Franco Perruquet                         | Enzo Vicario Eugenio De Zordo Adriano Frassinelli Corrado Dal Fabbro        | Giorgio Alverà Gianni Bonichon Rossetto Mario Armano                          |
| 1974        | Non disputato     | Non disputato                                                                     | Non disputato                                                               | Non disputato                                                                 |
| 1975        | Breuil-Cervinia   | Giorgio Alverà Mario Armano Franco Balza Franco Perruquet                         | Aldo Dandrea Melotto Ceriano Adriano Bee                                    | Fausto Soravia Eugenio De Zordo Porzia Benoni                                 |
| 1976        | Breuil-Cervinia   | Erlacher Pellissier Brunner Eisenstecken                                          | Paci Vendramin Nerini Miani                                                 | Gianni Bonichon Melotto Bonichon                                              |
| 1977        | Breuil-Cervinia   | Aldo Dandrea Melotto Carrera Ceriano                                              | Gianni Bonichon Melotto Bianquin Franco Perruquet                           | Dei Canzian Frasca Bettella                                                   |
| 1978 - 1979 | Non disputato     | Non disputato                                                                     | Non disputato                                                               | Non disputato                                                                 |
| 1980        | Cortina d'Ampezzo | Albino Zambelli L. Ghedina Giorgiutti Sergio Zanon                                | Melotto C. Ferraro Ceriano                                                  | Alberto Frigo Banovich Oteri Vegnuti                                          |
| 1981        | Non disputato     | Non disputato                                                                     | Non disputato                                                               | Non disputato                                                                 |
| 1982        | Breuil-Cervinia   | Gildo Sartore Zillier Quarta Pasquale Gesuito                                     | Bob Club Recoaro                                                            | Bob Club Lac Bleu Breuil-Cervinia                                             |
| 1983        | Breuil-Cervinia   | Alex Wolf Vergadin Zillier Lechthaler                                             | Ferraro Ceriano Cazzulino Scurato                                           | Mambelli Luciano Alberti Grezzi Mattiuz                                       |
| 1984        | Cortina d'Ampezzo | Liessi Pierluigi Bertazzo Bertoldi Diana                                          | Albino Zambelli Melli Roberto D'Amico Sergio Zanon                          | Aldo Dandrea Claudio Bernardi Massimo Clementoni Giovanni Paolo Costa         |
| 1985        | Cortina d'Ampezzo | Alex Wolf                                                                         | Marco Bellodis Luca Magro                                                   | Liessi                                                                        |
| 1986        | Cortina d'Ampezzo | Roberto Pompanin Chierego Bussolino Giorgio Costantini                            | Claudio Bernardi Matiuz Massimo Clementoni Cesare Bussi                     | Liessi Giopp Pierluigi Bertazzo Bertoldi                                      |
| 1987        | Breuil-Cervinia   | Gianfranco Rezzadore Ivo Ferriani Filippo Bussolino Paolo Bertoldi                |                                                                             |                                                                               |
| 1988        | Cortina d'Ampezzo | Roberto D'Amico Balbo Zardini Andrea Meneghin                                     | Gianfranco Rezzadore Michele Russo Ferrigni Lacedelli                       | Roberto Pompanin Salvaterra F. Lacedelli G. Lacedelli                         |
| 1989        | Breuil-Cervinia   | Ferraro Sposato Grange                                                            | Barmasse Ferri Polletto Chiari                                              | Barman Tonti Pollastro Framarin                                               |
| 1990        | Non disputato     | Non disputato                                                                     | Non disputato                                                               | Non disputato                                                                 |
| 1991        | Cortina d'Ampezzo | Gianfranco Rezzadore Alagona Orlando Maruggi Donnarumma                           | Roberto Siorpaes Ravanello M. Dimai Manaigo                                 | Giorgio Costantini De Sandre Rusticelli Pisanello                             |
| 1992        | Cortina d'Ampezzo | Grange Agusaro Gerbi Giannuzzi                                                    | Gianfranco Rezzadore Orlando Maruggi B. Mair De Candia                      | Claudio Cavosi Fabrizio Tosini Mattei Bonatti                                 |
| 1993        | Cortina d'Ampezzo | Roberto D'Amico Di Napoli Andrea Meneghin Bruno Leonardi                          | Sergio Grange Agusaro Gerbi Maurizio Giannuzzi                              | Gianfranco Rezzadore Georg Beikircher Orlando Maruggi Dieter Kofler           |
| 1994        | Cortina d'Ampezzo | Roberto D'Amico Di Napoli Andrea Meneghin Thomas Rottensteiner                    | Marco Dimai Maurizio Dimai Nicola Piga Andrea Pisanello                     | Soccol Vecellio Grosso Malandra                                               |
| 1995        | Cortina d'Ampezzo | Pasquale Gesuito Sergio Chianella Marcantonio Stiffi Mirko Ruggiero               | Sergio Grange Paolo Canedi Stefano Ticci Silvio Calcagno                    | Roberto D'Amico Palazzi Thomas Rottensteiner Maurizio Giannuzzi               |
| 1996        | Cortina d'Ampezzo | Pasquale Gesuito Sergio Chianella Marcantonio Stiffi Mirko Ruggiero               | Sergio Grange Gerbi Paolo Canedi Andrea Benatti                             | Fabrizio Tosini Salvatore Valentino Baldovin Corrado Pagani                   |
| 1997        | Cortina d'Ampezzo | Christian Caldara Michele Russo Gianluca Del Mastro Andrea Grillo                 | Pasquale Gesuito Sergio Chianella Marcantonio Stiffi Mirko Ruggiero         | Americo Angaran Alberto Giacchetto Orlando Maruggi Ghedina                    |
| 1998        | Cortina d'Ampezzo | Christian Caldara Michele Russo Gianluca Del Mastro Michael Pasquazzo             | Pasquale Gesuito Mirko Ruggiero Corrado Pagani Marcantonio Stiffi           | Dieter Kofler Cristian La Grassa Christian Olivo Fissneider                   |
| 1999        | Cortina d'Ampezzo | Americo Angaran Gianluca Del Mastro Andrea Grillo Michele Russo                   | Roberto Siorpaes Michele Gelmotto Valentino Baldovin Massimiliano Ferrarini | Paolo Bertoldi Corrado Pagani Daniel Zarpellon Montagnar                      |
| 2000        | Cortina d'Ampezzo | Fabrizio Tosini Sergio Chianella Marcantonio Stiffi Massimiliano Rota             | Arnold Huber Stefano Bellotto Paolo Valt Cristian La Grassa                 | Pasquale Gesuito Corrado Pagani Andrea Pais De Libera Mirko Ruggiero          |
| 2001        | Cortina d'Ampezzo | Günther Huber Antonio Tartaglia Cristian La Grassa Marco Menchini                 | Fabrizio Tosini Andrea Pais De Libera Massimiliano Rota Sergio Chianella    | Silvio Calcagno Christian Olivo Samuele Romanini Enrico Costa                 |
| 2002        | Cortina d'Ampezzo | Pasquale Gesuito Marcantonio Stiffi Corrado Pagani Sergio Chianella               | Roberto Siorpaes Bacchilega Valentino Baldovin Antonio De Sanctis           | Claudio Cavosi Emanuele Pozzoli Michele Gelmotto Franco Vercelloni            |
| 2003        | Cortina d'Ampezzo | Fabrizio Tosini Andrea Pais De Libera Cristian La Grassa Sergio Chianella         | Loris Ottaviani Orlando Maruggi Michael Pasquazzo Omar Sacco                | Roberto Siorpaes Valentino Baldovin Gianluca Del Mastro Stefano Bellotto      |
| 2004        | Cortina d'Ampezzo | Fabrizio Tosini Michael Pasquazzo Massimiliano Rota Omar Sacco                    | Roberto Siorpaes Erik Giannuzzi Ivan Giordani Giorgio Morbidelli            | Enrico Costa Samuele Romanini Gianluca Del Mastro Luca Levorato               |
| 2005        | Cortina d'Ampezzo | Loris Ottaviani Orlando Maruggi Renato De Angelis Mirko Turri                     | Michele Menardi Danilo Santarsiero Fabio Gallinaro Stefano Bartocci         | Roberto Siorpaes Ivan Giordani Giulio Moretti Valentino Baldovin              |
| 2006        | Cortina d'Ampezzo | Michele Menardi Orlando Maruggi Andrea Pais De Libera Mirko Turri                 | Enrico Costa Ivan Giordani Alessandro Pintadu Danilo Santarsiero            | Loris Ottaviani Santiago Edison Dos Santos Livio Vito Tognon Michele Gelmotto |
| 2007        | Cortina d'Ampezzo | Enrico Costa Andreas Mayrl Danilo Santarsiero Samuele Romanini                    | Michele Menardi Orlando Maruggi Ivan Giordani Mirko Turri                   | Alberto Pompanin Alberto Camatti Jacopo Alverà Michele Bernardi               |
| 2008        | Cortina d'Ampezzo | Michele Menardi Mirko Turri Orlando Maruggi Samuele Romanini                      | Stefano Soravia Daniel Da Corte Alberto Cazzaniga Marco Tessari             | Nicola Alberti Sebastiano Dabalà Gianluca Rebajoli Fabio Gallinaro            |
| 2009 - 2010 | Non disputato     | Non disputato                                                                     | Non disputato                                                               | Non disputato                                                                 |
| 2011        | Cesana Pariol     |                                                                                   |                                                                             |                                                                               |
| 2012 - 2016 | Non disputato     | Non disputato                                                                     | Non disputato                                                               | Non disputato                                                                 |

## Atleti più premiati e vincenti

### Bob a due
- Atleta più vincente: Simone Bertazzo
- Atleta più premiato: Fabrizio Tosini

### Bob a quattro
- Atleta più premiato e vincente: Francesco De Zanna

### Assoluti
- Atleta più vincente: Francesco De Zanna
- Atleta più premiato: Fabrizio Tosini